# Theodor Willnow
Julius Theodor Willnow (* 1815 in Kalisch; † nach 1861) war ein deutsch-polnischer Fotograf und Maler.

## Leben

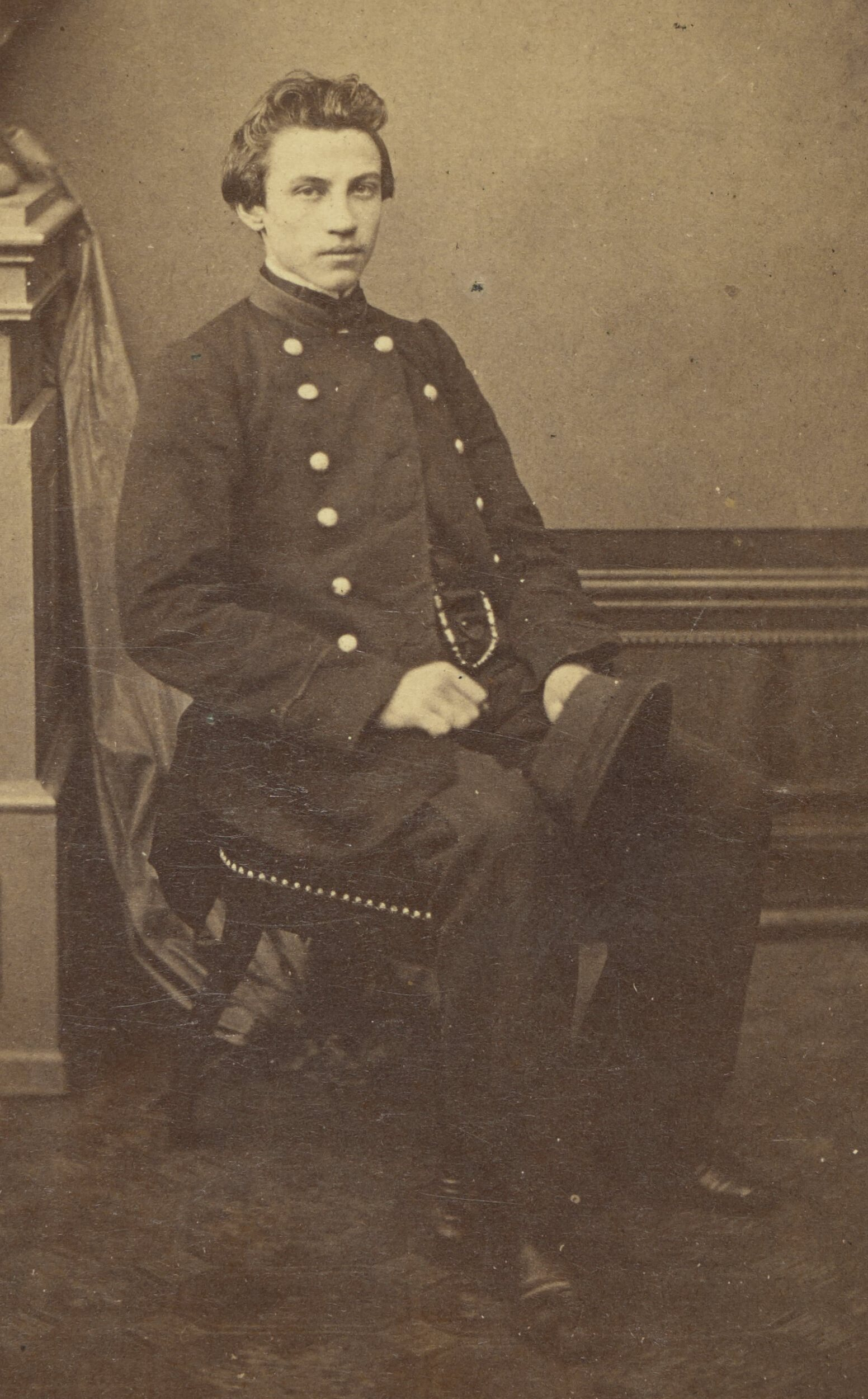
Michał Arcichiewicz, Foto von Willnow um 1860

Willnow begann 1835 ein Studium an der Kunstakademie Düsseldorf. Dort war er Schüler der Bauklasse von Karl Friedrich Schäffer und der Elementarklasse von Josef Wintergerst. Wegen „Talentlosigkeit“ wurde er der Akademie verwiesen. Von 1836 bis 1840 studierte er Kunst in Berlin. In den 1840er Jahren eröffnete er ein Atelier in Kalisch, 1843 wirkte er in Danzig, von 1851 bis 1862 in Warschau. Auch in Sankt Petersburg, wohin er 1842 ein Kunstreise unternahm, sowie in Berlin und Warschau arbeitete er als Daguerreotypist. Sein Schüler in diesem Fachgebiet war der Porträtmaler Joseph Edward von Gillern.
Als Maler schuf Willnow vor allem Stillleben (Blumen, Früchte u. a.) sowie Genrebilder. Später wandte er sich auch der Fotografie zu. Der zeitgenössische Kunsthistoriker Georg Kaspar Nagler lobte Willnows Stillleben und schrieb über seine Fotografien: Sie „treten ohne Metallglanz scharf hervor und haben eine eigenthümliche Sepiafärbung“.